# Navas de San Juan
Navas de San Juan er en by og kommune i det sydlige Spanien i provinsen Jaén. Den har et indbyggertal på 4.409 (2024) indbyggere.